# Angelo Deodati
Angelo Deodati (Pisoniano, 15 ottobre 1935 – Roma, 16 marzo 2022) è stato un imprenditore e dirigente sportivo italiano.

## Biografia
Nativo di Pisoniano e attivo nel settore delle pulizie e dello smaltimento di rifiuti, Deodati è conosciuto per essere stato proprietario o comunque partner, a vario titolo, di moltissime società di calcio, per cui nutre una sviscerata passione. Di carattere sanguigno, ha sempre sostenuto di essersi «fatto da solo» e di essere un vincente nella vita come nel calcio. 
Muore a Roma il 16 marzo 2022, all'età di 86 anni.

## Attività Sportive

### Le prime esperienze: Frosinone, Livorno e Viterbo
La sua avventura nel mondo del calcio inizia negli anni novanta: dal 1990 al 1992 è il proprietario del Frosinone, anno in cui lascia il club per acquistare la Viterbese, che guiderà fino al 1993. In quella stagione la squadra ottenne un terzo posto dietro alla Maceratese e al Forlì. Nel frattempo diviene anche partner di Claudio Achilli nel Livorno fino al 1999, anno in cui la società labronica sarà ceduta ad Aldo Spinelli, dopo che sfumò il passaggio delle quote allo stesso Deodati.

### Ancona
Nel biennio 1996-1997 è alla guida dell'Ancona, in una stagione felice (a livello sportivo) che lo vede riportare i dorici in Serie B dopo gli exploit degli anni precedenti, quando arrivò per la prima volta nella sua storia in Serie A nel 1992. È il primo patron dei biancorossi dopo l'epoca di Edoardo Longarini, concessionario del piano di ricostruzione del capoluogo marchigiano, travolto da una serie di inchieste giudiziarie e di conseguenti processi. Nel 1997 ha quindi ceduto il controllo della società a un gruppo capeggiato da Luciano Gaucci. Durante quella stagione confermò la sua fama di “mangia-allenatori”, con l'alternanza di ben tre mister (Petrelli, Colautti e Brini si passarono il testimone sulla panchina biancorossa), finendo la sua avventura marchigiana coinvolto in un'inchiesta della Procura di Ancona sulla gestione della società.

### Latina
Nel luglio del 1999 acquistò il 60% delle quote del Latina, ma nel marzo del 2000 si dimise dalla carica di Presidente, dopo mesi molto burrascosi: aveva infatti costruito una squadra per vincere il campionato Interregionale, ma il suo progetto era fallito e allora, anche per incomprensioni con gli altri soci, decise di mollare. Basti pensare che nel corso della stagione si alternarono sulla panchina nerazzurra ben cinque allenatori. Inizialmente, Guido Attardi che poi ha dovuto lasciare per questioni di salute, quindi Raffaele Di Napoli, Ferdinando Rossi, Stefano Di Chiara (che addirittura se ne andò prima ancora della gara d’esordio, il 20 gennaio 2000) e quindi Fabio Salvatici. Aveva anche intenzione di realizzare una “Cittadella dello Sport”, ipotesi presto tramontata.
Intanto, nella primavera dello stesso anno, in qualità di titolare della Imprese Pulizia Industriale, rimase coinvolto in un'inchiesta relativa a un giro di appalti per lo smaltimento dei rifiuti nel Comune di Pomezia, venendo arrestato nel 2001. Era anche socio della Ecoambiente, società che era designata a realizzare l'ampliamento della discarica di Borgo Montello, Frazione del Comune di Latina. Nel marzo 2010 subisce una rapina nella sua villa all'EUR.

### Ternana
Nell'agosto 2010 si accorda con la Ternana di Edoardo Longarini (dal quale prese l'Ancona), annunciando di voler subito puntare alla promozione in Serie B. Tuttavia, non riuscì a tutti gli effetti ad avere potere di firma non subentra formalmente al timone della società. Ma dopo pochi mesi di gestione caotica (esonera l'allenatore Fernando Orsi per reintegrarlo dopo poche ore, poi viene deferito alla commissione disciplinare per mancata attestazione del pagamento di emolumenti dovuti ai propri tesserati e relativi contributi Irpef e Enpals entro i termini stabiliti), alla vigilia di Natale dello stesso anno con una lettera aperta pubblicata sul sito della Ternana Calcio, abbandona i rossoverdi: “Con sincero dispiacere ma senso di responsabilità nei confronti della Società, della tifoseria e della Città, essendo venuti meno i presupposti programmatici, gestionali a suo tempo concordati con la Proprietà e per sopraggiunti importanti impegni di lavoro fuori Roma mi vedo costretto, mio malgrado, a rassegnare le dimissioni irrevocabili della carica di Presidente della Ternana Calcio S.p.A., augurando sinceramente alla Stessa, per il prosieguo, il raggiungimento dei traguardi prefissati con soddisfazione della Società, dei calciatori, della tifoseria e della Città. Mi è gradita l'occasione per ringraziare per la stima dimostratami e porgere i migliori auguri”.
Il 15 marzo 2011 annuncia formalmente al Corriere dell'Umbria il suo disimpegno dalla Ternana per l'impossibilità di rilevare la maggioranza del pacchetto azionario della società, ancora sotto sequestro giudiziario. Ma un mese più tardi Zadotti, ex Presidente del collegio sindacale, uomo fortemente legato a Deodati, viene eletto nuovo Presidente.

### Altre trattative
Lasciata la Ternana, nel giugno 2011 ha provato ad entrare nell'Atletico Roma, con l'intenzione di trasferirla a Pomezia cambiandole nome in Atletico Pomezia. Nel 2012 Deodati intende acquistare prima il Modena, quindi il Civitavecchia, in Serie D. Intanto, a novembre finisce sul registro degli indagati per corruzione. Allo stesso tempo, grazie al suo portavoce Massimo De Santis, allaccia una trattativa con la famiglia Matarrese per rilevare il Bari.
Dopo aver provato nel giugno 2013 a riprendere la Viterbese, ed avervi rinunciato per l'enorme situazione debitoria della squadra laziale, nel giugno 2014 ha avviato una trattativa per rilevare delle quote della Sambenedettese. Ad ottobre è invece vicino a rilevare il 50% delle quote dell'Aquila Calcio.
Nel giugno 2016 si torna a parlare di lui per un possibile ritorno di fiamma per il Latina, a seguito di un incontro con il  Presidente Pasquale Maietta e il Vice Antonio Aprile, club che Deodati ha già guidato per un breve periodo nel 2001 Deodati esce nuovamente allo scoperto nel febbraio 2017 a seguito del fallimento della società pontina, asserendo di volerla rilevare insieme a due imprenditori del capoluogo a fine stagione.